# 郝守本
郝守本（1937年4月22日—1997年5月5日），男，山东掖县人，中国教育界人物，中等职业教育奠基人。

## 生平
1937年4月22日出生于辽宁省大连市。1963年毕业于北京大学数学力学系。1963年至1973年，在北京市教育局工作。1973年至1983年，历任北京市沙板庄中学教师、副主任、副校长。1983年7月，在劲松五中的基础上创建北京市劲松职业高中，自任副校长、校长。1987年，增选为中国民主促进会中央委员会常务委员。
1986年被评为全国教育系统劳动模范，同时获得首次颁发的人民教师奖章；同年被评为北京市模范校长；1988年被评为北京市有突出贡献的科学技术管理专家；1994年被评为北京教育之星，10月开始享受国务院政府特殊津贴。
1995年2月第八届全国政协第三次会议增补委员。
1997年5月5日凌晨在招生现场忙碌时突发心脏病离世，享年60岁。